# 폴리 베르제르

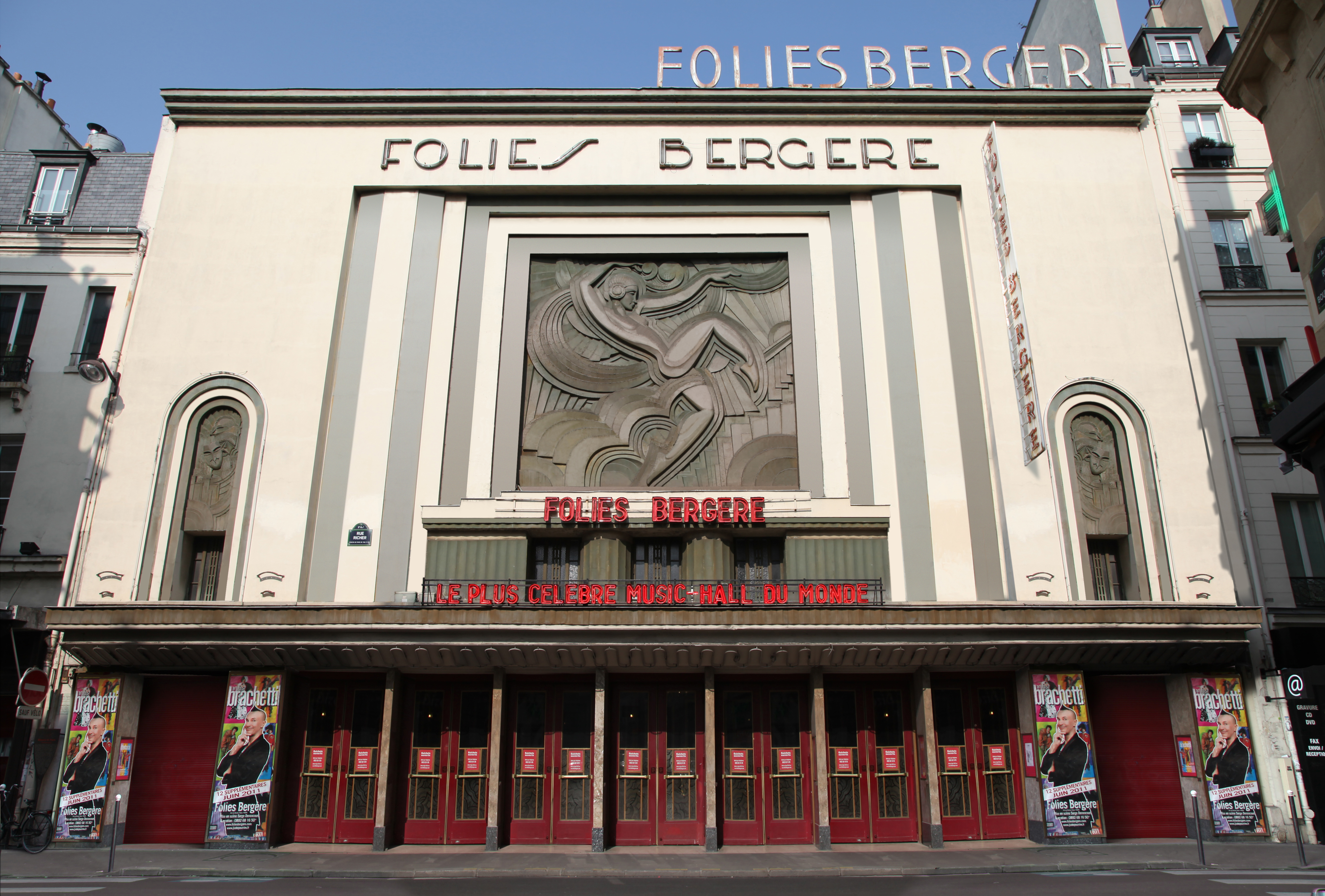
폴리 베르제르 외관, 2011년

폴리 베르제르(Folies Bergère프랑스어: Folies Bergère, 프랑스어 발음: [fɔ.li bɛʁ.ʒɛʁ])는 프랑스 파리에 위치한 카바레 음악 홀이다. 파리 9구의 루 리셰(Rue Richer) 32번지에 위치한 폴리 베르제르는 건축가 플루메레(Plumeret)에 의해 오페라 극장으로 지어졌다. 1869년 5월 2일 "Folies Trévise"라는 이름으로 개장했으며 오페레타, 코믹 오페라, 대중가요, 체조 등 가벼운 엔터테인먼트를 제공한다. 1872년 9월 13일에 루 베르제르(Rue Bergère) 근처의 이름을 따서 현재의 폴리 베르제르가 되었다. 이 집은 1890년대 벨 에포크(Belle Époque)부터 1920년대까지 명성과 인기가 최고조에 달했다.
레뷔(revue)에는 화려한 의상, 세트 및 효과가 등장했으며 종종 누드 여성이 등장했다. 1926년 아프리카계 미국인 가수이자 댄서이자 연예인인 조세핀 베이커(Josephine Baker)는 인공 바나나 줄로 만든 스커트로 구성된 의상을 입고 춤을 추며 폴리 베르제르에서 센세이션을 일으켰다.
이 기관은 여전히 운영 중이며 여전히 프랑스와 파리 생활의 강력한 상징이다.

## 같이 보기
- 카지노 드 파리
- 크레이지 호스 (카바레)
- 물랭 루주